# Офида
Офида (итал. Offida) насеље је у Италији у округу Асколи Пичено, региону Марке.
Према процени из 2011. у насељу је живело 2798 становника. Насеље се налази на надморској висини од 275 м.

## Становништво
| 1931. | 1936. | 1951. | 1961. | 1971. | 1981. | 1991. | 2001. | 2011. |
| ----- | ----- | ----- | ----- | ----- | ----- | ----- | ----- | ----- |
| 7.291 | 7.508 | 8.046 | 7.334 | 5.733 | 5.469 | 5.377 | 5.327 | 5.215 |